# Monia Baccaille
Monia Baccaille (Marsciano, 10 april 1984) is een voormalig wielrenster uit Italië.
In haar eerste jaar bij de elite werd ze derde in de Ronde van Vlaanderen 2005.
In 2006 won Baccaille de Coppa dei Laghi. In 2009 werd Baccaille Italiaans nationaal kampioene op de weg. In 2010 won ze de Gran Premio della Liberazione.
Op de Olympische Zomerspelen van Londen in 2012 reed Baccaille voor Italië de wegrace. Ze finishte buiten de tijdslimiet.
Ze reed vanaf 2011 vier jaar voor de ploeg Alé Cipollini.
Baccaille · Bastianelli · Blindyuk · Callovi · Cooke · Galassi · Gobbo · Guderzo · Hohl · Luperini · Tagliaferro
Baccaille · Bastianelli · Borchi · Carretta · Cecchini · Guderzo · Jasińska · Pironato · Tagliaferro · Tomasini · Valentini · Zorzi
Antoshina · Baccaille · Carretta · Grifi · Guderzo · Jasińska · Kapusta-Szydlak · Pavin · Saarelainen · Scandolara · Stricker · Tagliaferro
Baccaille · Berlato · Bonomi · Carretta · Guarischi · Guderzo · Jasińska · Olds · Pavin · Ryan · Santesteban · Tagliaferro